# Linaresia magna
Linaresia magna är en kräftdjursart som beskrevs av Mark J. Grygier 1980. Linaresia magna ingår i släktet Linaresia och familjen Lamippidae. Inga underarter finns listade i Catalogue of Life.